# Onthophagus oshimanus
Onthophagus oshimanus là một loài bọ cánh cứng trong họ Bọ hung (Scarabaeidae).